# Cuba (île)
Pour les articles homonymes, voir Cuba (homonymie).
Ne pas confondre avec la république de Cuba.
Cuba est la plus grande île des Antilles. Elle constitue 94,6 % du territoire de la république de Cuba, dont la capitale La Havane se trouve sur sa côte nord ; sur sa côte Sud-Est, les États-Unis administrent la base navale de la baie de Guantánamo, qui représente seulement 0,1 % de sa superficie (via un bail à perpétuité).

## Géographie
L’île de Cuba présente une forme très allongée rappelant celle d'un caïman et s'étendant le long d'un arc convexe de 1 210 kilomètres de longueur. La côte nord-est donne sur un ensemble de baies qui le sépare de l'archipel Sabana-Camagüey et sur plusieurs détroits tels le vieux canal de Bahama et le canal de Nicholas, la côte nord-ouest donne sur le détroit de Floride et le golfe du Mexique tandis que la côte sud est tournée vers la mer des Caraïbes qui forme plusieurs golfes dans son littoral.
Située au sud du tropique du Cancer, l'île bénéficie tout au long de l'année d'un climat tropical agréable grâce aux alizés.
80 % de son relief est constitué de plaines et de plateaux, les 20 % restants sont formés de trois chaînes de montagnes :
- la cordillère de Guaniguanico, à l'ouest de La Havane, culminant à 699 mètres d'altitude ;
- l’Escambray, au centre, culminant au pic Potrerillo avec 931 mètres d'altitude ;
- la Sierra Maestra, au sud-est, qui culmine au Pico Turquino, point culminant de l'île et du pays avec 2 005 mètres d'altitude.